# Cadre de lecture

Exemple de cadres de lecture dans un segment d'ADN :
AGG·TGA·CAC·CGC·AAG·CCT·TAT·ATT·AGC
A·GGT·GAC·ACC·GCA·AGC·CTT·ATA·TTA·GC
AG·GTG·ACA·CCG·CAA·GCC·TTA·TAT·TAG·C

En biologie moléculaire, un cadre de lecture est un mode de regroupement des nucléotides constituant la séquence d'un acide nucléique — ADN et ARN — en triplets consécutifs, qui se succèdent sans interruption ni recouvrement. Lorsque ces triplets encodent des acides aminés ou la fin de la traduction génétique, ils sont appelés codons.
Chaque brin d'acide nucléique possède une extrémité phosphoryle, dite extrémité 5', et une extrémité hydroxyle, dite extrémité 3’. Elles définissent le sens 5’ → 3’. Dans le cas d'un acide nucléique monocaténaire, il existe trois cadres de lecture possible dans le sens 5’ → 3’, chacun correspondant à une suite différente de triplets de nucléotides. Dans le cas d'un acide nucléique bicaténaire, il existe en tout six cadres de lecture distincts, trois pour chaque brin. Dans la mesure où ces deux brins sont antiparallèles, le sens 5’ → 3’ du second brin correspond au sens 3’ → 5’ du premier.
En général, chaque segment d'acide nucléique ne contient au plus qu'un seul cadre de lecture ayant une signification biologique, ce qu'on appelle un cadre de lecture ouvert. Certains ARN de transfert de virus peuvent cependant être traduits selon plusieurs cadres de lecture ouverts, correspondant à des gènes chevauchants. Il existe au moins un exemple de cadres de lecture superposés dans l'ADN mitochondrial des mammifères encodant deux sous-unités d'une ATPase.

## Code génétique
La séquence des protéines est encodée par la séquence des codons de l'ADN. Dans la mesure où l'ADN est bicaténaire, chaque séquence d'ADN peut être lue de six façons différentes, correspondant à six cadres de lecture. Au cours de la transcription, l'ARN polymérase lit le brin d'ADN dans le sens 3’ → 5’ tandis que le brin d'ARN messager est synthétisé dans le sens 5’ → 3’. L'ARN messager est monocaténaire, et ne porte donc que trois cadres de lecture, dont un seul est normalement traduit ; les codons y sont traduits dans le sens 5’ → 3’ par les ribosomes.

## Cadre de lecture ouvert
Un cadre de lecture ouvert est un segment d'un cadre de lecture susceptible d'être transcrit en ARN messager pour être traduit en protéine ou en peptide à travers le code génétique par un ribosome. Une telle séquence comporte un codon d'initiation indiquant le début de la traduction, et se termine par un codon-stop.

## Cadres de lecture multiples
L'existence de cadres de lecture superposés est à l'origine des gènes chevauchants présents dans le génome des virus, des procaryotes et des mitochondries. Le virus de l'hépatite B (VHB) et le virus de la jaunisse nanisante de l'orge (BYDV), par exemple, possèdent plusieurs gènes chevauchants dans différents cadres de lecture.
Dans certains cas plus rares, le ribosome peut changer de cadre de lecture au cours de la traduction d'un ARN messager selon un mécanisme appelé décalage du cadre de lecture. Il en résulte qu'une première partie de l'ARN messager est traduite selon un premier cadre de lecture, tandis qu'une seconde partie de ce même ARN messager est traduite selon un second cadre de lecture. Il s'agit d'un phénomène distinct de la mutation par décalage du cadre de lecture (en), dans la mesure où la séquence de l'acide nucléique n'est pas altérée ; seul change le cadre de lecture.